# Chiara Lalli
Chiara Lalli (Roma, 19 gennaio 1973) è una saggista e filosofa italiana.
È autrice di diversi saggi di bioetica dedicati ai temi della riproduzione medicalmente assistita, dell'aborto e dell'eutanasia. Scrive per Internazionale, Wired, Il Corriere della Sera, Il Foglio, Il Dubbio.
Insieme ad Anna Medolesi cura la rubrica Due Punti su 7-Sette, magazine del Corriere della Sera.

## Biografia
Dopo essersi laureata in filosofia all'Università degli Studi di Roma "La Sapienza" ed aver conseguito nel 2005 il dottorato di ricerca in "formazione degli insegnanti" presso l'Università di Chieti, tra il 2006 ed il 2010 è stata docente a contratto di logica e filosofia della scienza alla facoltà di medicina e chirurgia de La Sapienza e tra il 2007 e il 2010 docente a contratto di epistemologia delle scienze umane nella facoltà di lettere e filosofia dell'Università di Cassino. Ha poi insegnato Storia della medicina e deontologia medica alla Sapienza di Roma e in altre università. Fa parte del Gruppo di studio di bioetica e cure palliative della Società italiana di neurologia.
Durante la sua carriera ha espresso posizioni severe nei confronti della Legge n. 40 del 19 febbraio 2004 recante "Norme in materia di procreazione medicalmente assistita", sostenendo che i divieti imposti dal Parlamento italiano fossero particolarmente limitativi del diritto delle persone all'autodeterminazione. Sul tema ha pubblicato il saggio Libertà procreativa, edito nel 2004.
Si è dedicata al tema dell'omogenitorialità nel saggio Buoni genitori. Storie di mamme e di papà gay, pubblicato nel 2009, con la prefazione di Vittorio Lingiardi e la postfazione di Ivan Scalfarotto. Nel libro condanna lo stigma sociale verso le persone omosessuali che assumono un ruolo genitoriale e, analizzando numerose ricerche scientifiche, si propone di confutare le tesi di chi sostiene che una coppia omosessuale non possa garantire ai bambini in affido o adottati, o anche figli di uno dei due membri della coppia, la salubrità e il diritto a entrambe le figure genitoriali.
Nel 2011 ha affrontato il tema del diritto all'obiezione di coscienza nel saggio C'è chi dice no. Dalla leva all'aborto; come cambia l'obiezione di coscienza. Per Fandango nel 2013 ha pubblicato A. La verità, vi prego, sull'aborto, dichiarando poi, nel 2018, di aver fatto ricorso all'interruzione volontaria di gravidanza. Assieme all'epistemologo Gilberto Corbellini, nel 2015 ha pubblicato la voce l'Etica del fine vita, dell'Enciclopedia Italiana edita da Treccani.
Ha pubblicato All You Can Eat. Atlante alimentare illustrato (con disegni di Francesca Biasetton) nel 2015. Il libro crea una tassonomia dei comportamenti alimentari, dal vegetariano all'astemio, dal dipendente dalla cioccolata all'allergico, e analizza – spesso demolendoli – i miti e le errate convinzioni contemporanei sul mangiare sano.
Nel 2020, con Cecilia Sala, ha realizzato Polvere, una serie audio di otto puntate sull'omicidio di Marta Russo, la studentessa universitaria uccisa la mattina del 9 maggio 1997 presso l'Università La Sapienza di Roma, con interviste ai protagonisti dell'epoca. Il podcast ha avuto successo ed è stato distribuito dall'Huffington Post. Nelle prime settimane è stato scaricato e ascoltato duecentomila volte. Dal podcast le autrici hanno successivamente tratto un libro, pubblicato da Arnoldo Mondadori Editore.
Nel 2022 ha scritto e prodotto, in collaborazione con l'Associazione Luca Coscioni per la libertà di ricerca scientifica, Sei stato felice? Mina e Piero Welby, una lunga storia d’amore, un podcast sulla storia politica ed intima di Piergiorgio Welby.
Fa parte dell'Intergruppo parlamentare dedicato ai Diritti Fondamentali della Persona promosso e costituito dalla senatrice Maria Domenica Castellone.
Nel 2024 ha scritto Affittasi utero, un podcast sui più comuni luoghi comuni sulla maternità surrogata.

## Opere
- Che cos'è l'amor. Ciò che avete sempre saputo sull'amore ma non siete mai riusciti a spiegarvi, con Fabio Bacchini, Marco Papi e Clara Ghibellini, Milano, Baldini Castoldi Dalai, 2003. ISBN 88-8490-413-7.
- Libertà procreativa, Napoli, Liguori, 2004. ISBN 88-207-3729-9.
- Dilemmi della bioetica, Napoli, Liguori, 2007. ISBN 978-88-207-4050-4.
- Buoni genitori. Storie di mamme e di papà gay, Milano, Il Saggiatore, 2009. ISBN 978-88-428-1605-8.
- C'è chi dice no. Dalla leva all'aborto; come cambia l'obiezione di coscienza, Milano, Il Saggiatore, 2011. ISBN 978-88-428-1742-0.
- Il legislatore cieco. I paradossi della legge 40 sulla fecondazione assistita, con Filomena Gallo, Roma, Editori Internazionali Riuniti, 2012. ISBN 978-88-359-9128-1.
- A. La verità, vi prego, sull'aborto, Roma, Fandango, 2013. ISBN 978-88-6044-306-9.
- Secondo le mie forze e il mio giudizio. Chi decide sul fine vita, Milano, Il Saggiatore, 2014. ISBN 978-88-428-1999-8.
- All You Can Eat. Atlante alimentare illustrato, Roma, Fandango, 2015. ISBN 978-88-6044-463-9.
- Tutti pazzi per il gender. Orgoglio e pregiudizio di genere, Roma, Fandango, 2016. ISBN 978-88-6044-488-2.
- Cavie? Sperimentazione e diritti animali, con Gilberto Corbellini, Bologna, Il Mulino, 2016. ISBN 978-88-15-26414-5.
- Bioetica per perplessi. Una guida ragionata, con Gilberto Corbellini, Milano, Mondadori, 2016. ISBN 978-88-6184-352-3.
- Non avrai altro dio all'infuori di te. Siamo tutti Manuel Fantoni, Roma, Fandango, 2017. ISBN 978-88-6044-510-0.
- Polvere. Il caso Marta Russo, con Cecilia Sala, Milano, Mondadori, 2021. ISBN 978-88-04-73979-1.
- Mai dati. Dati aperti (sulla 194). Perché sono nostri e perché ci servono per scegliere, con Sonia Montegiove, Roma, Fandango, 2022. ISBN 978-88-6044-864-4.